# Gustavo Torres Quispe
Gustavo Torres (Arequipa, Provincia de Arequipa, Perú, 23 de julio de 1995) es un futbolista peruano. Juega como mediocentro defensivo y su equipo actual es Nacional FBC de la Liga 3 de Perú.Tiene 29 años.

## Trayectoria
Debutó en la temporada 2011 con Sportivo Huracán disputando partidos y sus buenas actuaciones en el cuadro Verdolaga lo llevó a fichar el 2012  FBC Melgar  tras iniciar la temporada 2013 Disputó unos partidos En la Reserva y en Primera

## Clubes
| Club                    | País | Año               |
| ----------------------- | ---- | ----------------- |
| Juvenil Andino          | Perú | 2009 - 2010       |
| Unión Minas             | Perú | 2010              |
| Sportivo Huracán        | Perú | 2011 - 2012       |
| FBC Melgar              | Perú | 2013 - 2017       |
| Coronel Bolognesi       | Perú | 2018              |
| Alfonso Ugarte          | Perú | 2018              |
| Sport Boys              | Perú | 2019              |
| Pirata FC               | Perú | 2020              |
| Nacional FBC            | Perú | 2021              |
| Credicoop San Cristóbal | Perú | 2021              |
| Pirata FC               | Perú | 2022              |
| FBC Aurora              | Perú | 2023              |
| Atlético Universidad    | Perú | 2024              |
| Nacional FBC            | Perú | 2024 - Actualidad |

## Palmarés

### Campeonatos regionales
| Título                     | Club           | País | Año  |
| -------------------------- | -------------- | ---- | ---- |
| Liga Departamental de Puno | Alfonso Ugarte | Puno | 2018 |

### Campeonatos nacionales
| Título                        | Club            | País | Año  |
| ----------------------------- | --------------- | ---- | ---- |
| Torneo de Promoción y Reserva | F. B. C. Melgar | Perú | 2014 |
| Torneo Clausura               | F. B. C. Melgar | Perú | 2015 |
| Torneo Descentralizado        | F. B. C. Melgar | Perú | 2015 |
| Torneo de Verano              | F. B. C. Melgar | Perú | 2017 |